# Kanton Naucelle
Der Kanton Naucelle war bis 2015 ein französischer Wahlkreis im Département Aveyron und in der Region Midi-Pyrénées. Er umfasste acht Gemeinden im Arrondissement Rodez; sein Hauptort (frz.: chef-lieu) war Naucelle. Die landesweiten Änderungen in der Zusammensetzung der Kantone brachten im März 2015 seine Auflösung. Vertreter im conseil général des Départements war zuletzt von 2004 bis 2015 Jean-Pierre Mazar (PRG).

## Gemeinden
| Gemeinde             | Einwohner Jahr | Fläche km² | Bevölkerungsdichte | Code INSEE | Postleitzahl |
| -------------------- | -------------- | ---------- | ------------------ | ---------- | ------------ |
| Cabanès              | 233 (2013)     | 15,78      | 15 Einw./km²       | 12041      | 12800        |
| Camjac               | 578 (2013)     | 23,03      | 25 Einw./km²       | 12046      | 12800        |
| Centrès              | 526 (2013)     | 36,71      | 14 Einw./km²       | 12065      | 12120        |
| Meljac               | 140 (2013)     | 9,54       | 15 Einw./km²       | 12144      | 12120        |
| Naucelle             | 1.961 (2013)   | 23,23      | 84 Einw./km²       | 12169      | 12800        |
| Quins                | 826 (2013)     | 38,46      | 21 Einw./km²       | 12194      | 12800        |
| Saint-Just-sur-Viaur | 211 (2013)     | 25,1       | 8 Einw./km²        | 12235      | 12170        |
| Tauriac-de-Naucelle  | 361 (2013)     | 21,59      | 17 Einw./km²       | 12276      | 12800        |